# Euhybus eurypterus
Euhybus eurypterus är en tvåvingeart som beskrevs av Mario Bezzi 1909. Euhybus eurypterus ingår i släktet Euhybus och familjen puckeldansflugor. Inga underarter finns listade i Catalogue of Life.